# Vlie
Vlie ali Vliestroom je morska pot med nizozemskimi otoki Vlieland na jugozahodu in Terschelling na severovzhodu. Vlie je bilo v srednjem veku ustje reke IJssel. Leta 1666 je angleški admiral Robert Holmes požgal nizozemsko trgovsko floto 130 ladij (dogodek je znan tudi kot Holmesov kres), ki so se zatekle v Vlie pod zmotno domnevo, da Angleži nikoli ne bodo mogli najti poti skozi zahrbtne plitvine ob njenih obalah. Po Vliu je še danes mogoče pripluti v pristanišče Harlingen.
Pogosto se domneva, da je staro rimsko ime za jezero, ki je kasneje postalo Zuiderzee: 'Lacus Flevo', etimološko povezano z imenom »Vlie« in da je bilo morda Vlie nekoč ime celotnega jezera in velike reke, ki se je iztekala iz njega. V 13. stoletju so velike poplave razširile estuarij in uničile velik del šotnega območja zadaj ter ustvarile neprekinjeno območje peska in blata, ki povezuje morje s povečanim celinskim jezerom in zakriva tok reke. Ko je nastal Afsluitdijk, je bila stara struga od reke do morja ovirana. Gradnja Afsluitdijka je povzročila 19-odstotno povečanje trenutne hitrosti v Vliestroomu.

## Sklic
1. ↑  Crosato, A.; Stive, M. J. F. (2000). »Morphology and Morphodynamics of the Wadden Sea«. Delft Cluster Report Theme 3, Project "coast and Ecomorphology".